# Vykáň
Vykáň (en allemand : Wikan) est une commune du district de Nymburk, dans la région de Bohême-Centrale, en République tchèque. Sa population s'élevait à 401 habitants en 2020.

## Géographie
Vykáň se trouve à 6 km au nord-ouest de Český Brod, à 17,5 km au nord-est de Nymburk et à 28,5 km au nord-est de Prague.
La commune est limitée par Mochov et Bříství au nord, par Kounice à l'est et au sud-est, par Černíky au sud, par Břežany II au sud-ouest, et par Vyšehořovice à l'ouest.

## Histoire
La première mention écrite de la localité date de 993.

## Transports
Par la route, Vykáň se trouve à 7 km de Český Brod, à 24,5 km de Nymburk et à 34,5 km de Prague.